# اینزینگن
اینزینگن (به آلمانی: Insingen) یک شهر در آلمان است که در آنسباخ واقع شده‌است.